# Polyura andrewsi
Espèce
Polyura andrewsi est une espèce de lépidoptères (papillons) de la famille des Nymphalidae et de la sous-famille des Charaxinae. 

## Dénomination
Polyura jupiter a été décrit par Arthur Gardiner Butler en 1900, sous le nom initial de Charaxes andrewsi.

### Nom vernaculaire
Polyura andrewsi se nomme Christmas Emperor en anglais.

## Description
Polyura andrewsi est un papillon, aux ailes antérieures à bord externe concave et aux ailes postérieures avec deux queues. Le corps est marron.
Le dessus est marron avec une partie basale blanc crème et une ligne submarginale de petites marques blanc crème.

## Écologie et distribution
Polyura andrewsi est présent en Australie dans l'ile Christmas, dont c'est le seul lépidoptère endémique,.

### Protection
Pas de statut de protection particulier.